# MAN Diesel & Turbo
MAN Diesel & Turbo (tot 2006 MAN B&W Diesel A/S) is een Deense machinefabriek met vestigingen in Holeby en Frederikshavn. Het bedrijf is onderdeel van het Duitse conglomeraat MAN SE.
MAN B&W Diesel A/S ontstond in 1980 toen MAN de motorenafdeling kocht van de in 1979 beëindigde scheepswerf en machinefabriek Burmeister & Wain (B&W) in Kopenhagen. De B&W motorenafdeling had een grote faam opgebouwd in de bouw van dieselmotoren nadat het in 1898 de exclusieve rechten van Rudolf Diesel had verkregen voor de bouw van dieselmotoren in Denemarken.